# Acosmeryx kuangtungensis
Acosmeryx kuangtungensis är en fjärilsart som beskrevs av Clayton Dissinger Mell 1922. Acosmeryx kuangtungensis ingår i släktet Acosmeryx och familjen svärmare. Inga underarter finns listade i Catalogue of Life.